# پیست بین‌المللی لوسیل
پیست بین‌المللی لوسیل (عربی: حلبة لوسیل الدولیة) یک پیست ورزش‌های موتوری در شهر لوسیل، قطر است. این ورزشگاه در سال ۲۰۰۴ تأسیس شده و دارای ۸۰۰۰ نفر ظرفیت می‌باشد. طول این پیست ۵٫۳۸۰ کیلومتر است.

## نگارخانه

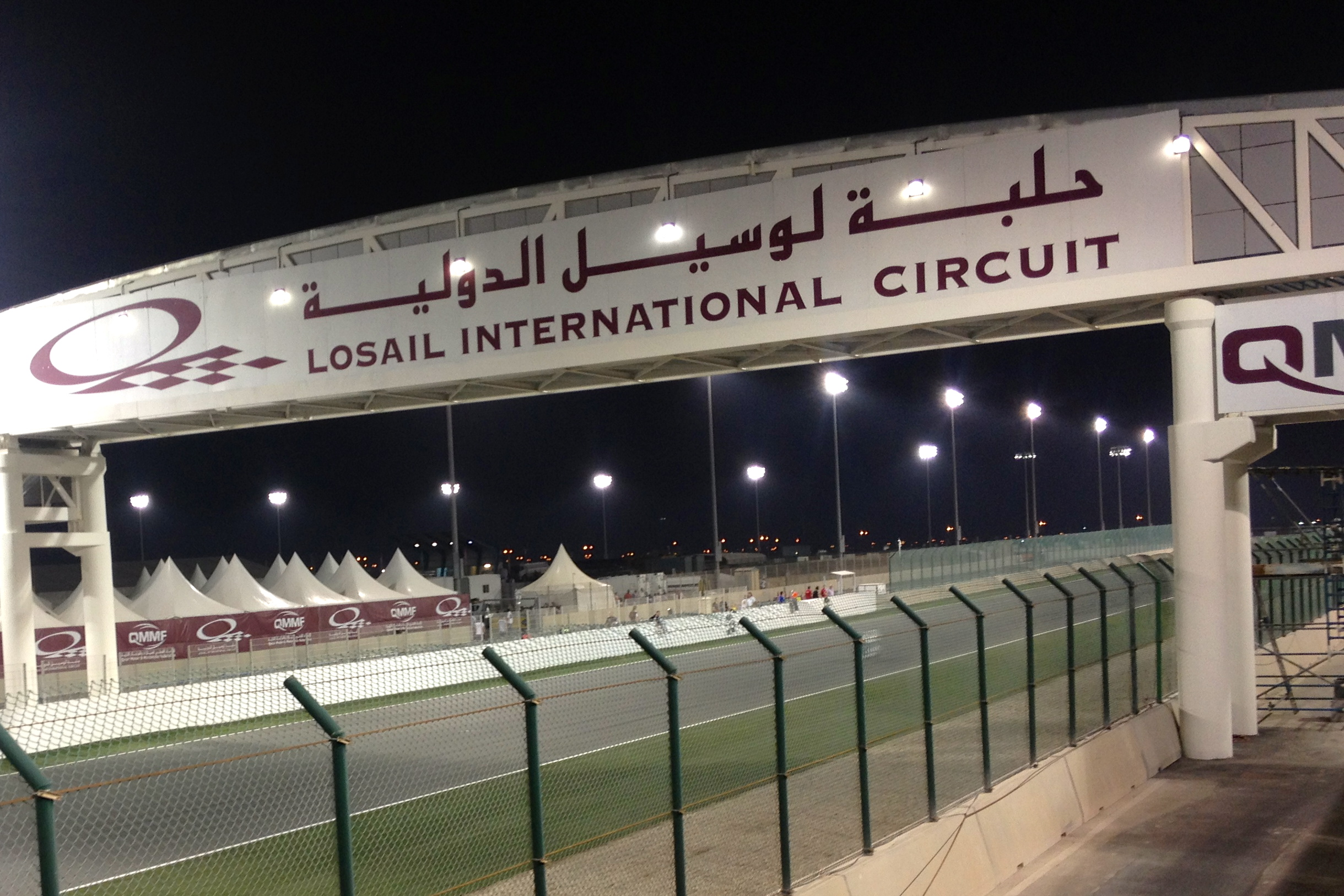
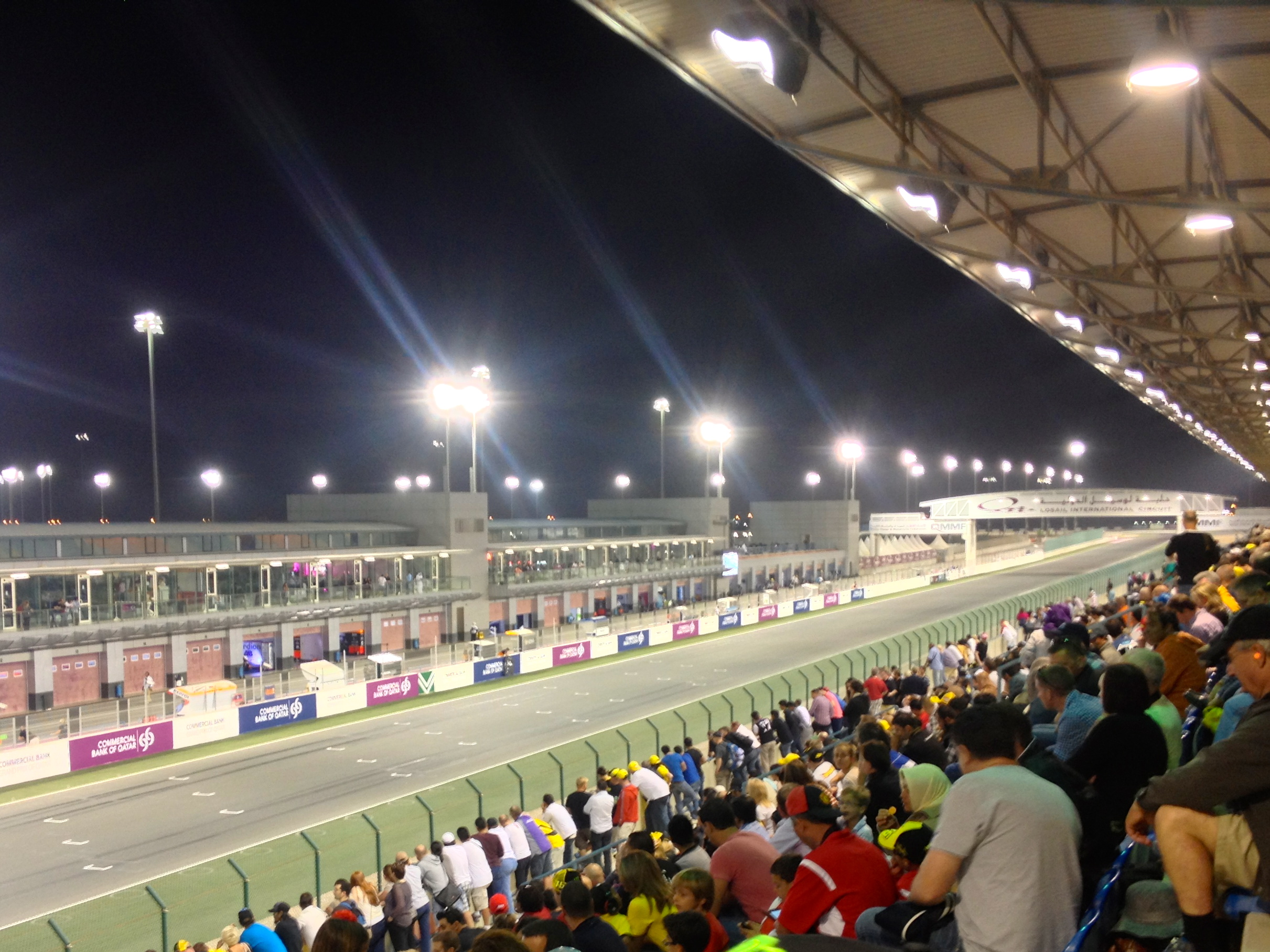
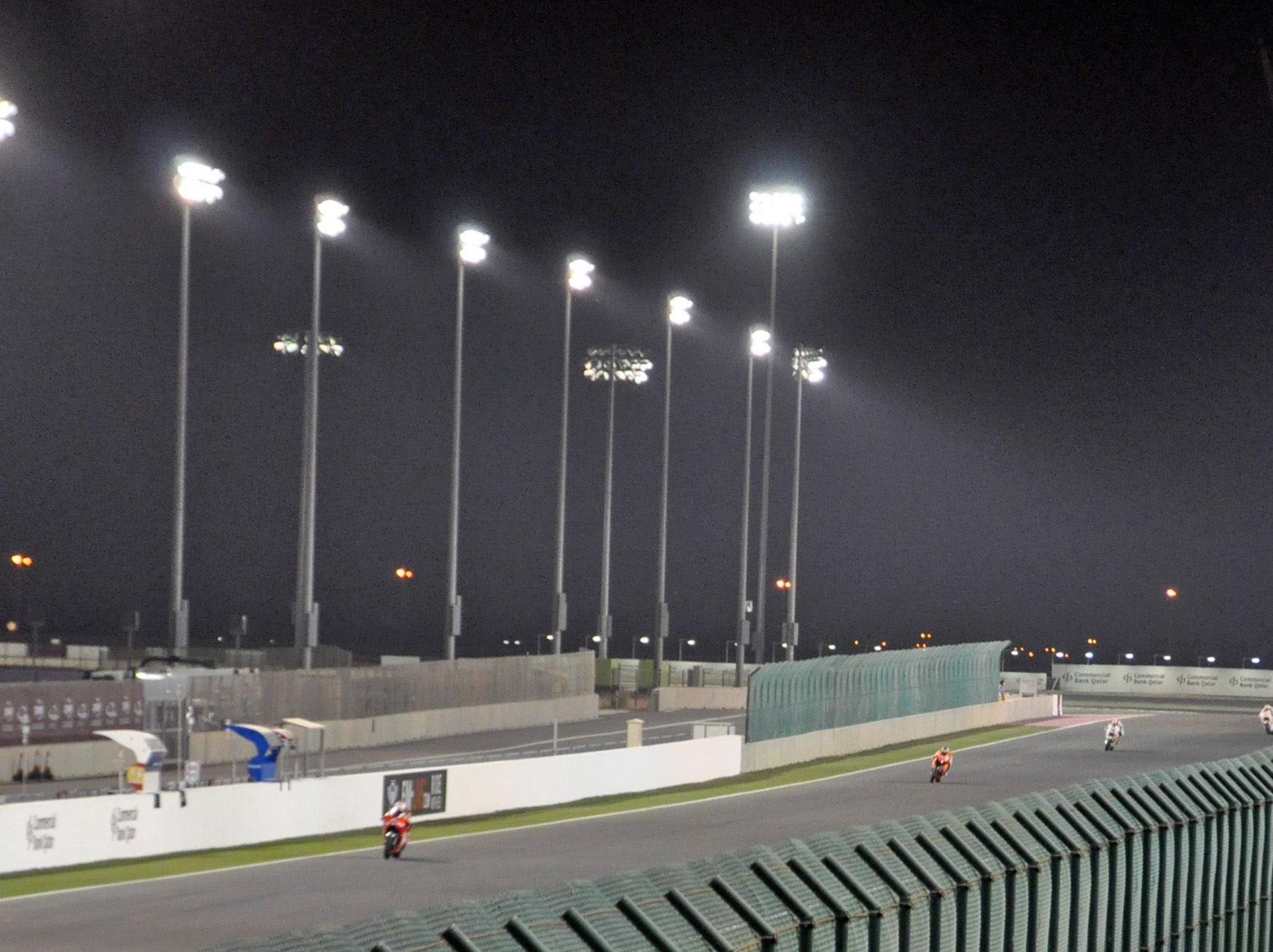